# Carlos Velasco Carballo
Carlos Velasco Carballo (Madrid, 16 de març de 1971) és un exàrbitre de futbol de la primera divisió, que pertanyia al Comitè d'Àrbitres de la Comunitat de Madrid. Des del maig del 2018 és el president del Comitè Tècnic d'Àrbitres.

## Trajectòria
Va debutar a la Primera Divisió d'Espanya l'11 de setembre de 2004 en el partit entre el FC Barcelona i el Sevilla FC (2-0).

## Internacional
L'1 de gener de 2008 va obtenir la classificació d'àrbitre FIFA, que va estrenar en partit internacional, en un amistós entre Israel i Xile el 26 de març de 2008 (1-0). El seu debut com a internacional en partit de clubs va ser el 30 de juliol de 2008 al partit entre l'Anorthosis i l'SK Rapid Wien (3-0). La temporada 2008/09 va arbitrar el clàssic del futbol romanès corresponent a la Lliga I entre l'Steaua i el Dinamo (1-0). El dia 18 de maig 2011 va arbitrar la final de l'Europa League entre el FC Porto i l'Sporting de Braga disputada a Dublín (1-0).
Velasco Carballo va ser un dels 12 col·legiats europeus designats per la UEFA que van arbitrar a l'Eurocopa de 2012 a Polònia i Ucraïna. Va dirigir el partit inaugural de l'Eurocopa 2012 el 8 de juny entre Polònia i Grècia (1-1). A més, va arbitrar-hi el Dinamarca - Alemanya (1-2).
El març de 2013, la FIFA el va incloure en la llista de 52 àrbitres candidats per la Copa del Món de Futbol de 2014 al Brasil. El gener de 2014, la FIFA el va incloure a la llista definitiva d'àrbitres pel mundial.

## Premis
- Xiulet d'Or de Segona Divisió: 2004
- Xiulet d'Or de Primera Divisió: 2009
- Trofeu Vicente Acebedo: 2011